# Xosablatta zulu
Xosablatta zulu är en kackerlacksart som beskrevs av Karlis Princis 1963. Xosablatta zulu ingår i släktet Xosablatta och familjen småkackerlackor. Inga underarter finns listade i Catalogue of Life.